# Szürkehátú fecske
A szürkehátú fecske (Pseudhirundo griseopyga) a madarak osztályának (Aves) verébalakúak (Passeriformes) rendjébe, ezen belül a fecskefélék (Hirundinidae) családjába és a Pseudhirundo nembe tartozó egyedüli faj.

## Rendszerezése
A fajt Carl Jakob Sundevall francia zoológus írta le 1850-ben, a Hirundo nembe Hirundo griseopyga néven.

## Alfajai
- Pseudhirundo griseopyga melbina (J. Verreaux & E. Verreaux, 1851) – az Atlanti-óceán partidékéhez közeli területek, Szenegáltól északnyugat-Angoláig;
- Pseudhirundo griseopyga griseopyga (Sundevall, 1850) – kelet-Nigériától nyugat felé Etiópáig, déli irányba észak-Namíbiáig és kelet-Dél-afrikai Köztársaságig.

## Előfordulása
Afrikában, a Szaharától délre eső területein honos. Természetes élőhelyei a szubtrópusi és trópusi gyepek és szavannák, mocsarak, folyók és patakok környékén, valamint szántóföldek és vidéki kertek. Állandó, nem vonuló faj.

## Megjelenése
Testhossza 14 centiméter, testtömege 8-10 gramm.

## Természetvédelmi helyzete
Az elterjedési területe rendkívül nagy, egyedszáma pedig stabil. A Természetvédelmi Világszövetség Vörös listáján nem fenyegetett fajként szerepel.